# هیرویوکی اوکیورا
هیرویوکی اوکیورا (انگلیسی: Hiroyuki Okiura؛ زادهٔ ۱۳ اکتبر ۱۹۶۶) کارگردان فیلم، پویانما، و فیلم‌نامه‌نویس اهل ژاپن است.